# Étienne de Sancerre (mort en 1390)
Pour les articles homonymes, voir Étienne de Sancerre (homonymie).
Étienne de Sancerre, seigneur de Vailly (né avant 1346 - mort en 1390 à Mahdia, Tunisie) était le fils du comte Louis II et de Béatrice de Pierrepont dite de Roucy,.
Il est orphelin de père qui fut tué en 1346 à la bataille de Crécy.
Étienne de Sancerre aurait été conseiller et chambellan du roi Jean II le Bon et fait prisonnier par les Anglais avec son souverain à la bataille de Poitiers en 1356.
Vers 1372, Étienne épouse en premières noces Belle-Assez ou Belasses de Vailly, sœur de Jean de Vailly, chevalier.
Devenu veuf avant 1379, il épouse en secondes noces, Alix de Beaujeu-Perreux (décédée après 1418), fille de Guichard de Beaujeu (tué à la bataille de Poitiers), seigneur de Perreux, et de Marguerite de Poitiers, et veuve du seigneur de Fougerolles.
Après avoir fait son testament en 1389, Étienne de Sancerre part avec son frère, le comte Jean III, frères du Maréchal de France, soutenir une expédition militaire génoise officiellement contre les corsaires maures. Ils participèrent au siège de l'île de Comminières ou Coumières, Conigliera, ou de celle de l'île de Mahdia, place forte de l'Ifriqiya, au sein d'un corps de seigneurs franco-anglais sous le commandement de Louis II de Bourbon. La place forte, défendue par les Berbères de Bougie, de Bône, de Constantine et d'autres régions du Maghreb, venus au secours des Tunisiens, résiste aux attaques. Les Européens, que les mésintelligences ne tardent pas à diviser, sont obligés de reprendre la mer après 61 jours de combats infructueux. Étienne mourut lors du siège de Mahdia, en 1390, sans postérité.